# 빅토르 베르나르데스
빅토르 살바도르 베르나르데스 블랑코(스페인어: Víctor Salvador Bernárdez Blanco, 1982년 5월 24일 ~ )는 온두라스의 전 축구 선수이며 포지션은 수비수이다.

## 축구인 경력

### 클럽 경력
고향인 라세이바 지역의 클럽인 비다에서 선수 생활을 시작하여 2004년 모타과로 이적하였다.
2009년 1월 벨기에의 안데를레흐트로 이적하였다. 같은 해 2월 7일 안데를레흐트에서의 2번째 경기였던 몽스와의 경기에서 데뷔골을 기록하였다. 2011년 1월 리르서로 임대 이적 하였고 하반기엔 멕시코의 인디오스에서 임대로 활약하였다.
2011년 12월 28일 산호세 어스퀘이크스가 베르나르데스의 영입을 발표하였다.

### 대표팀 경력
2004년 3월 베네수엘라와의 친선 A매치에서 대표팀 데뷔전을 치렀다. 이후 2010 남아공 월드컵과 2014 브라질 월드컵에 출전하였다.